# Liste der Biografien/Sila
Liste der Biografien |
Portal Biografien |
Personensuche
# |
A |
B |
C |
D |
E |
F |
G |
H |
I |
J |
K |
L |
M |
N |
O |
P |
Q |
R |
S |
T |
U |
V |
W |
X |
Y |
Z |
?
 
Sa |
Sb |
Sc |
Sd |
Se |
Sf |
Sg |
Sh |
Si |
Sj |
Sk |
Sl |
Sm |
Sn |
So |
Sp |
Sq |
Sr |
Ss |
St |
Su |
Sv |
Sw |
Sy |
Sz
 
Sia |
Sib |
Sic |
Sid |
Sie |
Sif |
Sig |
Sih |
Sii |
Sij |
Sik |
Sil |
Sim |
Sin |
Sio |
Sip |
Siq |
Sir |
Sis |
Sit |
Siu |
Siv |
Siw |
Six |
Siy |
Siz
 
Sila |
Silb |
Silc |
Sild |
Sile |
Silf |
Silg |
Silh |
Sili |
Silj |
Silk |
Sill |
Silm |
Siln |
Silo |
Silp |
Sils |
Silt |
Silu |
Silv |
Silw |
Silz
Die Liste der Biografien führt alle Personen auf, die in der deutschsprachigen Wikipedia einen Artikel haben. Dieses ist eine Teilliste mit 42 Einträgen von Personen, deren Namen mit den Buchstaben „Sila“ beginnt.

## Sila
- Sila Srikampang (* 1989), thailändischer Fußballspieler
- Silá, Abdulai (* 1958), guinea-bissauischer Schriftsteller und IT-Unternehmer
- Sila, Aleš (* 1987), slowenischer Eishockeytorwart
- Sila, Anne (* 1990), französische Sängerin
- Sila, Tijan (* 1981), deutscher SchriftstellerTijan Sila (* 1981)

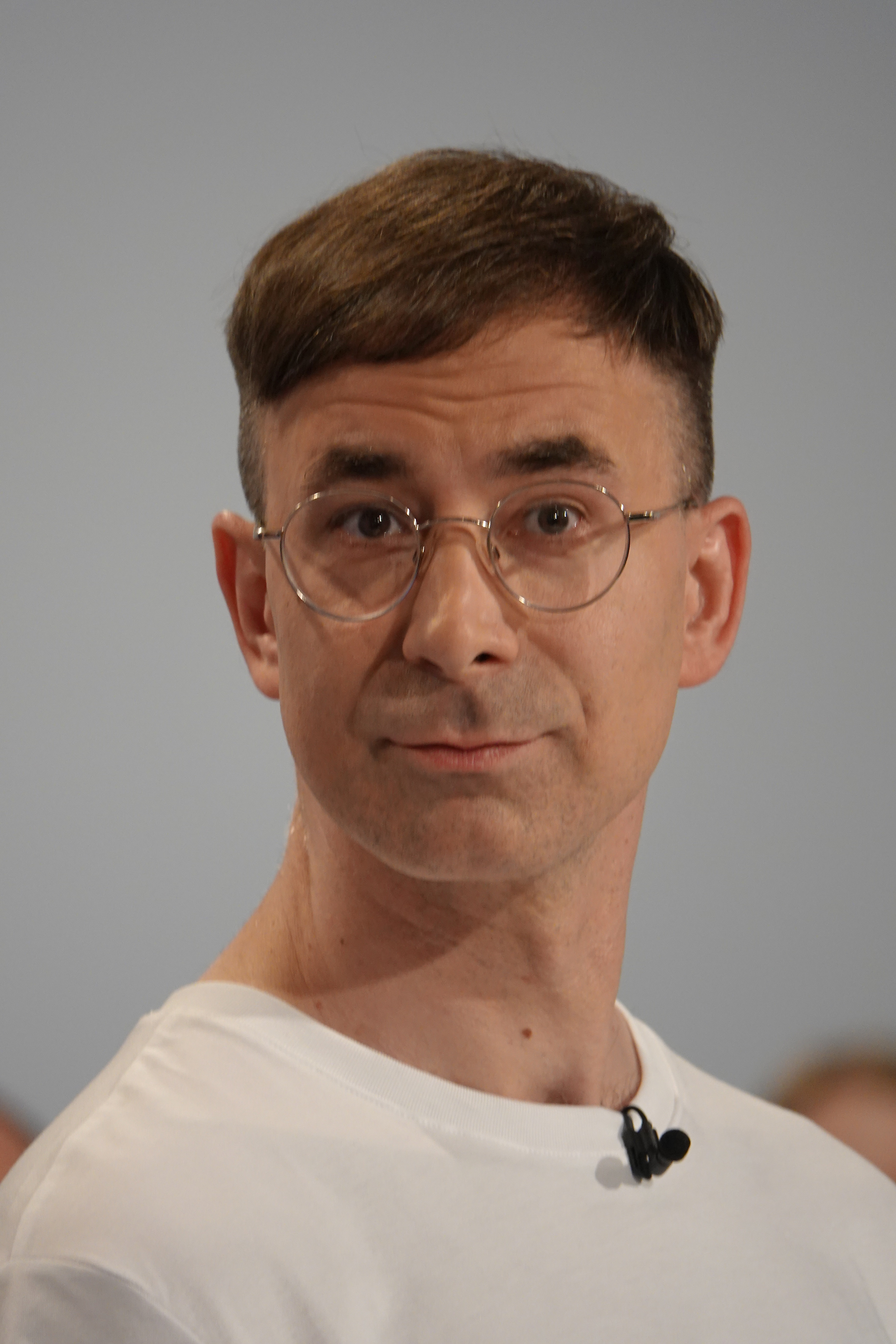
Tijan Sila (* 1981)

- Silá, Titina (1943–1973), guinea-bissauische Widerstandskämpferin

### Silaa
- Silaa, Jerry (* 1982), tansanischer Politiker und Minister

### Silac
- Silacara (1871–1951), englischer Mönch und Buddhist

### Silad
- Silađi, Čaba (* 1990), serbischer Schwimmer

### Silae
- Silaen, Timbul, indonesischer Polizeioffizier

### Silaf
- Silafī, Abū Tāhir as- († 1180), arabischer Gelehrter und Lehrer

### Silag
- Silagadse, Dschemal Georgijewitsch (1948–1991), sowjetischer Fußballspieler und -trainer
- Silaghi, Ovidiu Ioan (* 1962), rumänischer Politiker, MdEP
- Silaghi, Valentin (* 1957), rumänischer Boxer
- Silagi, Michael (1948–2013), deutscher Völkerrechtler

### Silah
- Silâhdar Fındıklılı Mehmed Ağa (1658–1723), osmanischer Chronist

### Silai
- Silai, Ileana (1941–2025), rumänische Leichtathletin

### Silaj
- Silajdžić, Amra (* 1984), bosnisches Model und Schauspielerin
- Silajdžić, Haris (* 1945), bosnisch-herzegowinischer Politiker und Historiker
- Silajew, Alexander Pawlowitsch (1928–2005), sowjetischer Kanute
- Silajew, Alexei Nikolajewitsch (* 1984), russischer Skispringer
- Silajew, Iwan Stepanowitsch (1930–2023), sowjetischer und russischer Politiker

### Silal
- Silalahi, Delima, indonesische Umwelt- und Indigenenrechtsaktivistin
- Šilalienė, Vilma (* 1969), litauische Juristin und Politikerin, Stellvertreterin des Ministers für Soziales

### Silam
- Silamool, Thongchai (* 1999), thailändischer Leichtathlet

### Silan
- Silang, Diego (1730–1763), philippinischer Ilokano-Aufständischer
- Silang, Gabriela (1731–1763), philippinische Revolutionärin
- Silanion, griechischer Bildhauer
- Silantjew, Juri Wassiljewitsch (1919–1983), russischer und sowjetischer Dirigent und Komponist
- Silantjew, Roman Anatoljewitsch (* 1977), russischer Religionswissenschaftler, Soziologe, Religionshistoriker und Islamwissenschaftler
- Silantjewa, Anastassija Sergejewna (* 1998), russische Skirennläuferin
- Silanus, Titus Turpilius († 108 v. Chr.), römischer Politiker und Feldherr
- Silanyo, Ahmed Mohammed Mahamoud (1938–2024), somalischer Politiker

### Silar
- Silar, Uroš (* 1978), slowenischer Radrennfahrer

### Silas
- Silas, Mitarbeiter der Apostel Paulus und Petrus
- Silas (* 1998), kongolesischer FußballspielerSilas (* 1998)

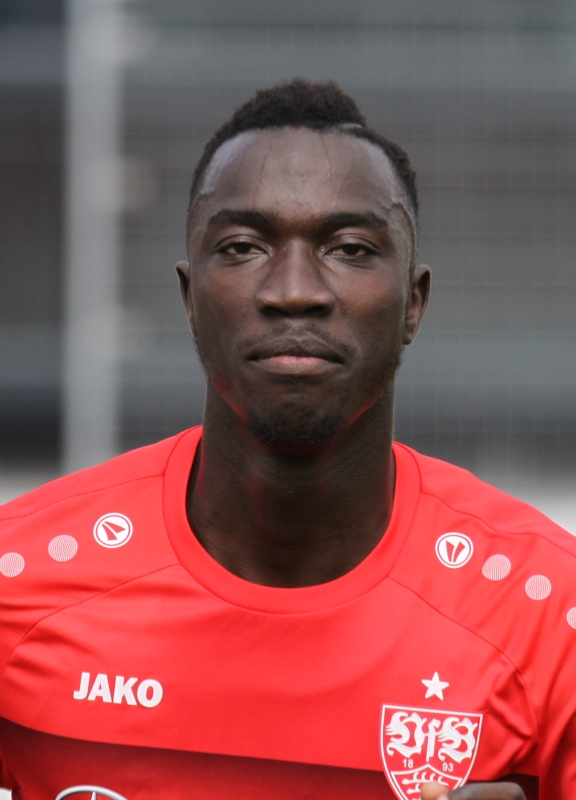
Silas (* 1998)

- Silas, Edouard (1827–1909), niederländischer Komponist und Organist
- Silas, James (* 1949), amerikanischer Basketballspieler
- Silas, Xavier (* 1988), US-amerikanischer Basketballspieler

### Silau
- Šilauskas, Kęstutis (* 1994), litauischer Schachspieler

### Silav
- Silavwe, Claver (* 1961), Minister der Nordprovinz von Sambia

### Silay
- Silayan, Chat (1959–2006), philippinisches Mannequin und Schauspielerin